# ルクレティアを手本とする女性の肖像
『ルクレティアを手本とする女性の肖像』（ルクレティアをてほんとするじょせいのしょうぞう、伊: Ritratto di gentildonna nelle vesti di Lucrezia、英: Portrait of a Woman Inspired by Lucretia）は、イタリア盛期ルネサンスのヴェネツィア派の画家ロレンツォ・ロットが1530-1533年ごろ、キャンバス上に油彩で制作した絵画である。モデルの女性は結婚指輪をはめており、この肖像画は結婚を記念して注文されたのかもしれない。1927年にロンドン・ナショナル・ギャラリーに購入された。
作品は、ヴェネツィアのぺーザロ・コレクションにあった18世紀末に初めて記録文書に登場した。1つの仮説によれば、モデルの人物は、ルクレツィ・ヴァリエール (Lucrezi Valier) で、1533年にぺーザロ家に嫁した女性である。当時、作品はまだジョルジョーネに帰属されていた。

## 作品
描かれている女性の名前はおそらくルクレツィア（ラテン語名ルクレティアのイタリア語）である。女性は、自害する古代ローマのヒロイン、ルクレティアを表した素描を持ち、指さしている。貞淑な人妻ルクレティアは、王の息子で夫の親類のセクストゥス・タルクィニウスに凌辱され、不名誉に耐え切れず自刃した。この物語は、シェイクスピアを含むルネサンス期の詩人や画家が盛んに取り上げたものである。
画中のテーブルのメモは、ティトゥス・リウィウスがルクレティアの自害について述べた『ローマ建国史』 (I、58)  の引用「Nec ulla impudica Lucretiae exemplo vivet」（ルクレティアの手本に倣い、不貞の女は生きながらえてはならない）である。これは、モデルの女性の貞節と結婚に付随する徳を示しており、テーブルの上のスミレの花束も同様である。しかし、本作で女性は犠牲者としては描かれていない。ヒロインのように堂々とまっすぐに鑑賞者を見つめる姿は非常に異例であり、力強い身振りと表情は当時の女性の肖像画とは隔たっている。
描かれている壁面の投影から、鑑賞者のいる空間の画面右手前に窓があることがわかる。頭部は画面上部の中央を占めているが、動作により身体は左右非対称で、大きく膨らんだ袖の位置も左右非対称を強調している。本作が描かれた1530年代には流行遅れとなっていた緑色とオレンジ色のけばけばしいドレス、頭に被った模造巻き毛のターバン、金とルビーと真珠のペンダント（2人のプットとコルヌコピアが描かれており、こうしたペンダントは結婚と関連づけられていた）、胸元に挟み込んだ金の鎖、そして、大きく開いた襟ぐりから現れ、光を浴びて輝く引き締まった肌が目を引く。
絵画の制作年は、女性の身に着けている衣服と模造巻き毛のターバンにもとづいている。制作中、作品には非常に多くの変更がなされ、本来はもっと色彩豊かなものであった。背景は灰色ではなく、ピンク色、紫色（ライラック色）、青色の幅広い縦縞からなっていた。インクで描かれている素描は本来、ルクレティアを色彩豊かに表現していただけでなく、彼女の頭部は反対方向を向き、腕は高く上げられていた。
初期の女性の肖像画でロットは縦長の形式を用いていたが、この絵画は肖像画としては珍しい横長の形式である
。この形式はロットとジローラモ・サヴォルドの創案らしく、肖像画であるにもかかわらず、様々な付随的要素を描きこめるようになっている。構図は、人物がテーブルの傍で象徴的な事物に囲まれている点において『アンドレア・オドーニの肖像』（ロイヤル・コレクション）に類似している。画面下部左側の空いている椅子は、女性の不在の夫を示唆する意図があるのかもしれない。